# Bahnstrecke Aschaffenburg–Höchst (Odenwald)
| |                      |                               |                               |
| Streckennummer (DB): | 5222                 |                               |                               |
| Kursbuchstrecke (DB): | 556                  |                               |                               |
| Kursbuchstrecke: | 416d (1946)          |                               |                               |
| Streckenlänge: | 30 km                |                               |                               |
| Spurweite: | 1435 mm (Normalspur) |                               |                               |
| |                      |                               |                               |
| \| \| \| von Aschaffenburg Hbf \| \| \| \| 0,00 \| Aschaffenburg Süd \| Aschaffenburg Süd \| \| \| \| nach Miltenberg Hbf \| \| \| \| 3,10 \| Nilkheimer Mainbrücke (274 m) \| Nilkheimer Mainbrücke (274 m) \| \| \| \| nach Aschaffenburg-Hafen \| \| \| \| 3,83 \| Aschaffenburg-Nilkheim \| Aschaffenburg-Nilkheim \| \| \| 4,80 \| Anst Linde \| Anst Linde \| \| \| 8,60 \| Großostheim \| Großostheim \| \| \| 10,60 \| Pflaumheim Ort \| Pflaumheim Ort \| \| \| 11,70 \| Pflaumheim-Wenigumstadt \| Pflaumheim-Wenigumstadt \| \| \| 16,80 \| Mömlingen Ort \| Mömlingen Ort \| \| \| 17,90 \| Mömlingen \| Mömlingen \| \| \| \| Landesgrenze Bayern/Hessen \| \| \| \| 21,10 \| Hainstadt (Kr Erbach) \| Hainstadt (Kr Erbach) \| \| \| 24,56 \| Neustadt (Odenw) \| Neustadt (Odenw) \| \| \| 26,60 \| Sandbach (Odenw) \| Sandbach (Odenw) \| \| \| 29,00 \| Höchster Viadukt \| Bundesstraße 45 \| \| \| \| von Hanau \| \| \| \| 29,76 \| Höchst (Odenw) \| 174 m \| \| \| \| nach Eberbach \| \| \| \| \| \| \| \| Quellen: [1][2] \| \| \| \| |                      |                               |                               |
| Strecke |                      | von Aschaffenburg Hbf         | von Aschaffenburg Hbf         |
| Bahnhof | 0,00                 | Aschaffenburg Süd             | Aschaffenburg Süd             |
| Abzweig geradeaus und nach links |                      | nach Miltenberg Hbf           | nach Miltenberg Hbf           |
| Brücke über Wasserlauf | 3,10                 | Nilkheimer Mainbrücke (274 m) | Nilkheimer Mainbrücke (274 m) |
| Abzweig geradeaus und nach rechts |                      | nach Aschaffenburg-Hafen      | nach Aschaffenburg-Hafen      |
| Dienststation / Betriebs- oder Güterbahnhof | 3,83                 | Aschaffenburg-Nilkheim        | Aschaffenburg-Nilkheim        |
| Betriebsstelle Strecke ab hier außer Betrieb | 4,80                 | Anst Linde                    | Anst Linde                    |
| Bahnhof (Strecke außer Betrieb) | 8,60                 | Großostheim                   | Großostheim                   |
| Bahnhof (Strecke außer Betrieb) | 10,60                | Pflaumheim Ort                | Pflaumheim Ort                |
| Bahnhof (Strecke außer Betrieb) | 11,70                | Pflaumheim-Wenigumstadt       | Pflaumheim-Wenigumstadt       |
| Haltepunkt / Haltestelle (Strecke außer Betrieb) | 16,80                | Mömlingen Ort                 | Mömlingen Ort                 |
| Bahnhof (Strecke außer Betrieb) | 17,90                | Mömlingen                     | Mömlingen                     |
| Grenze (Strecke außer Betrieb) |                      | Landesgrenze Bayern/Hessen    | Landesgrenze Bayern/Hessen    |
| Bahnhof (Strecke außer Betrieb) | 21,10                | Hainstadt (Kr Erbach)         | Hainstadt (Kr Erbach)         |
| Bahnhof (Strecke außer Betrieb) | 24,56                | Neustadt (Odenw)              | Neustadt (Odenw)              |
| Bahnhof (Strecke außer Betrieb) | 26,60                | Sandbach (Odenw)              | Sandbach (Odenw)              |
| Brücke (Strecke außer Betrieb) | 29,00                | Höchster Viadukt              | Bundesstraße 45               |
| Abzweig ehemals geradeaus und von rechts |                      | von Hanau                     | von Hanau                     |
| Bahnhof | 29,76                | Höchst (Odenw)                | 174 m                         |
| Strecke |                      | nach Eberbach                 | nach Eberbach                 |
| |                      |                               |                               |
| Quellen: |                      |                               |                               |

Die Bahnstrecke Aschaffenburg–Höchst (Odenwald) war eine Nebenbahn in Bayern und Hessen. Sie verlief von Aschaffenburg nach Höchst im Odenwald. Da die Bahnlinie durch den Bachgau führte, wurde sie auch Bachgaubahn genannt.

## Geschichte

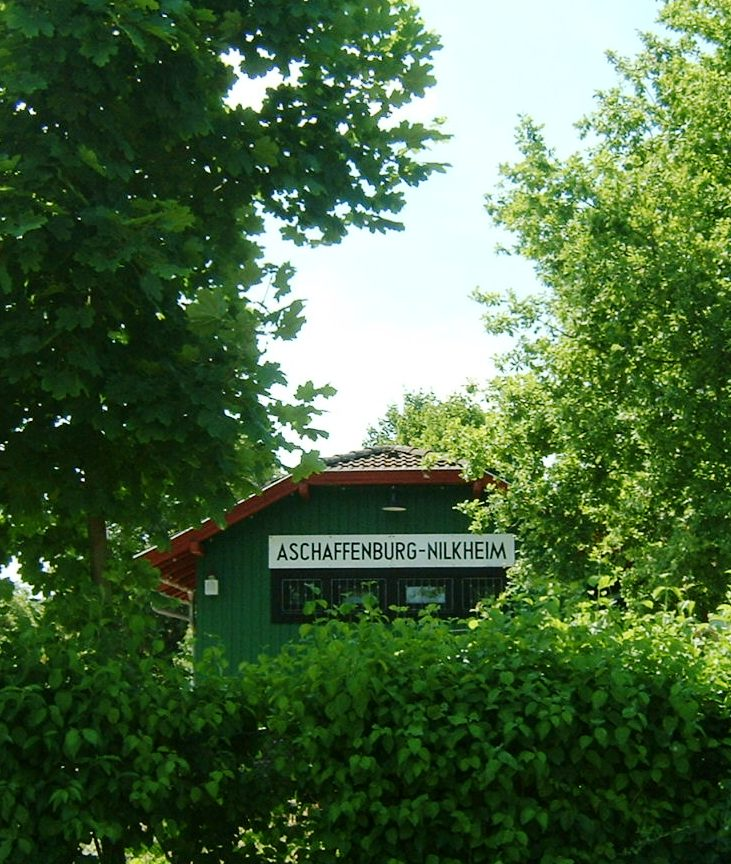
Ehemaliger Bahnhof der Strecke in Nilkheim

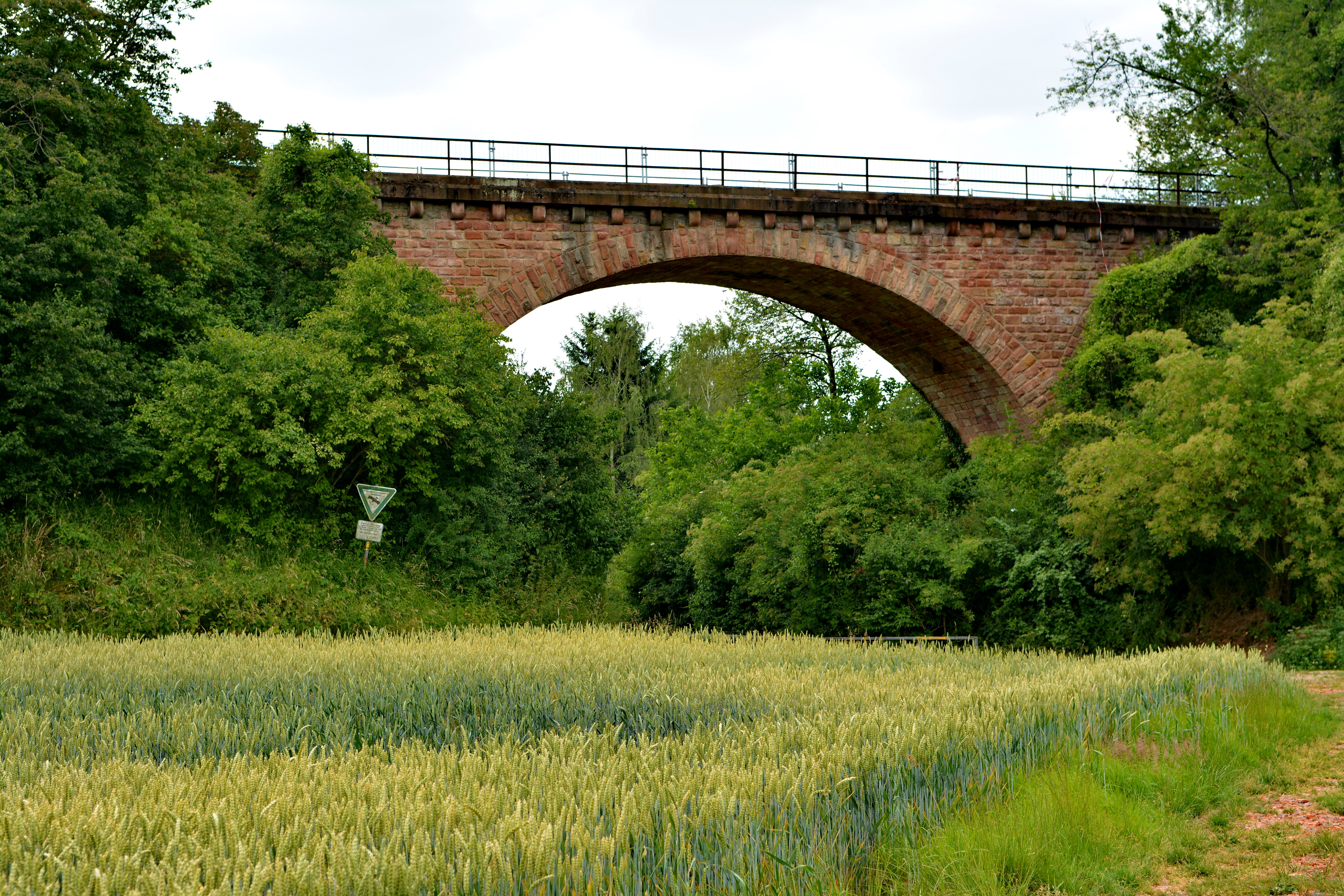
Viadukt der Bachgaubahn bei Wenigumstadt

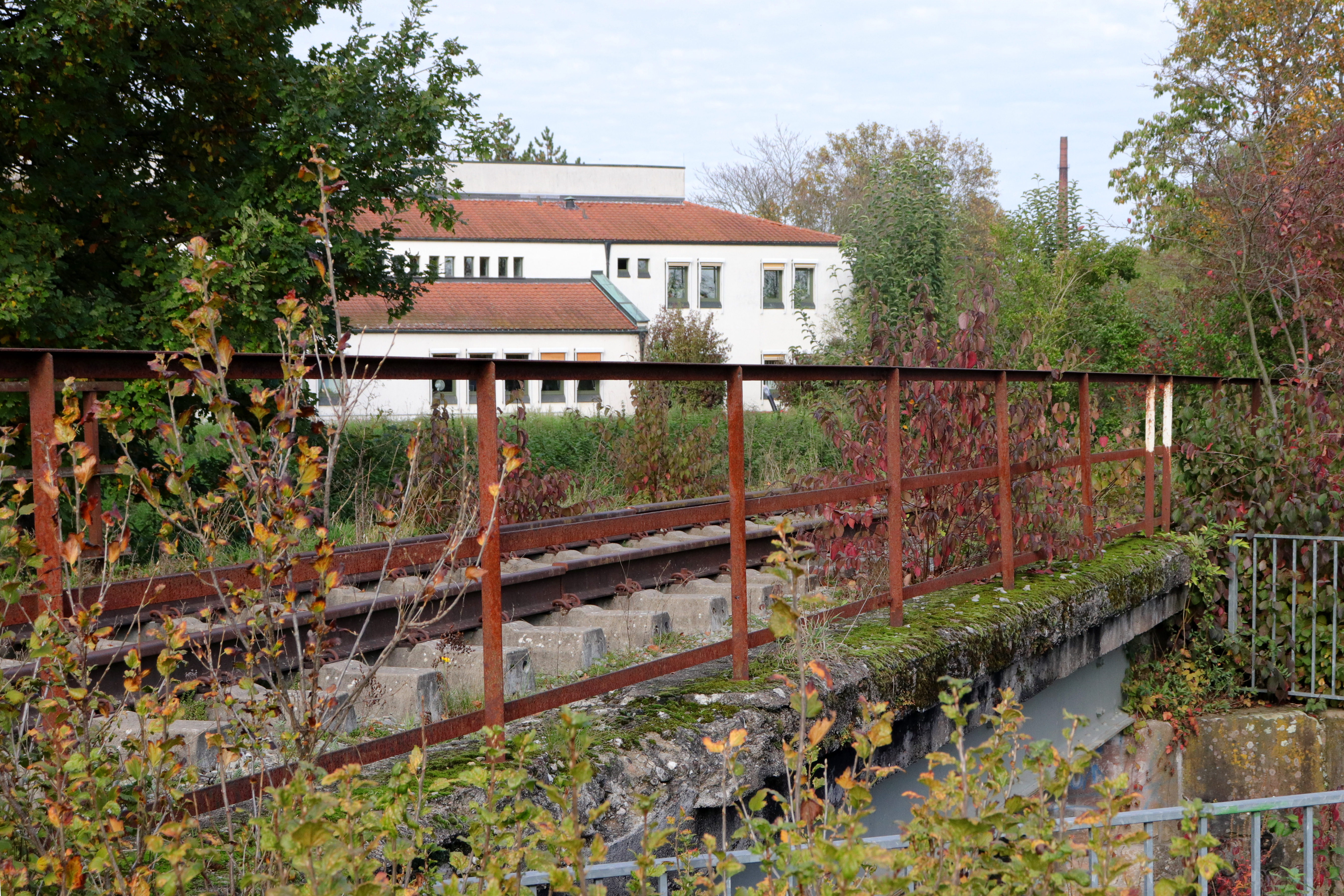
Brücke über den Welzbach in Großostheim

Nachdem ein Versuch der Stadt Obernburg, die Führung der Strecke über ihr Stadtgebiet zu erreichen, fehlgeschlagen war, wurde die 30 Kilometer lange Strecke aufgrund eines bayerischen Lokalbahngesetzes vom 12. Juli 1906 sowie eines Staatsvertrages zwischen dem Königreich Bayern und dem Großherzogtum Hessen vom 12. April 1905 über Großostheim und Mömlingen gebaut. Bauherrin und Betreiberin waren die Königlich Bayerischen Staatseisenbahnen.
Am 1. Mai 1911 ging der erste Abschnitt zwischen Aschaffenburg Süd und Großostheim, 19 Monate später, am 1. Dezember 1912, die restliche Strecke nach Höchst in Betrieb. Ab 1921 führten die Personenzüge auf der Strecke nur noch die 4. Klasse.
In den 1930er Jahren wurde für den 1937 fertiggestellten Fliegerhorst 20/XII des damaligen Luftgaus XII – Wiesbaden, der auf dem Gelände des heutigen Ortsteils Ringheim lag, von Großostheim aus ein Versorgungsgleis verlegt. Das Gleis (s. grau gestrichelte Linie im Übersichtsplan) wurde nach dem Zweiten Weltkrieg rückgebaut.
Gegen Ende des Zweiten Weltkrieges wurde der Durchlass des Hemsbaches durch den Bahndamm der Miltenberger Bahn und der Bachgaubahn für die Bewohner der Obernauer Kolonie und die Beschäftigten des Lenkradwerkes Petri zu einem behelfsmäßigen Luftschutzkeller ausgebaut. Hierzu wurde in den Durchlass eine Zwischendecke aus Backstein eingezogen. 1954 wurde der Durchlass mittels einer vorgesetzten Betonwand in seiner Leistungsfähigkeit von ursprünglich 22 Kubikmetern pro Sekunde weiter auf 10 Kubikmeter Wasser pro Sekunde herabgesetzt um im Fall einer Sturzflut den Bahndamm als Staudamm nutzen zu können und damit die Überschwemmung der bachabwärts in einem Talkessel liegenden Eckertsmühle zu verlangsamen.

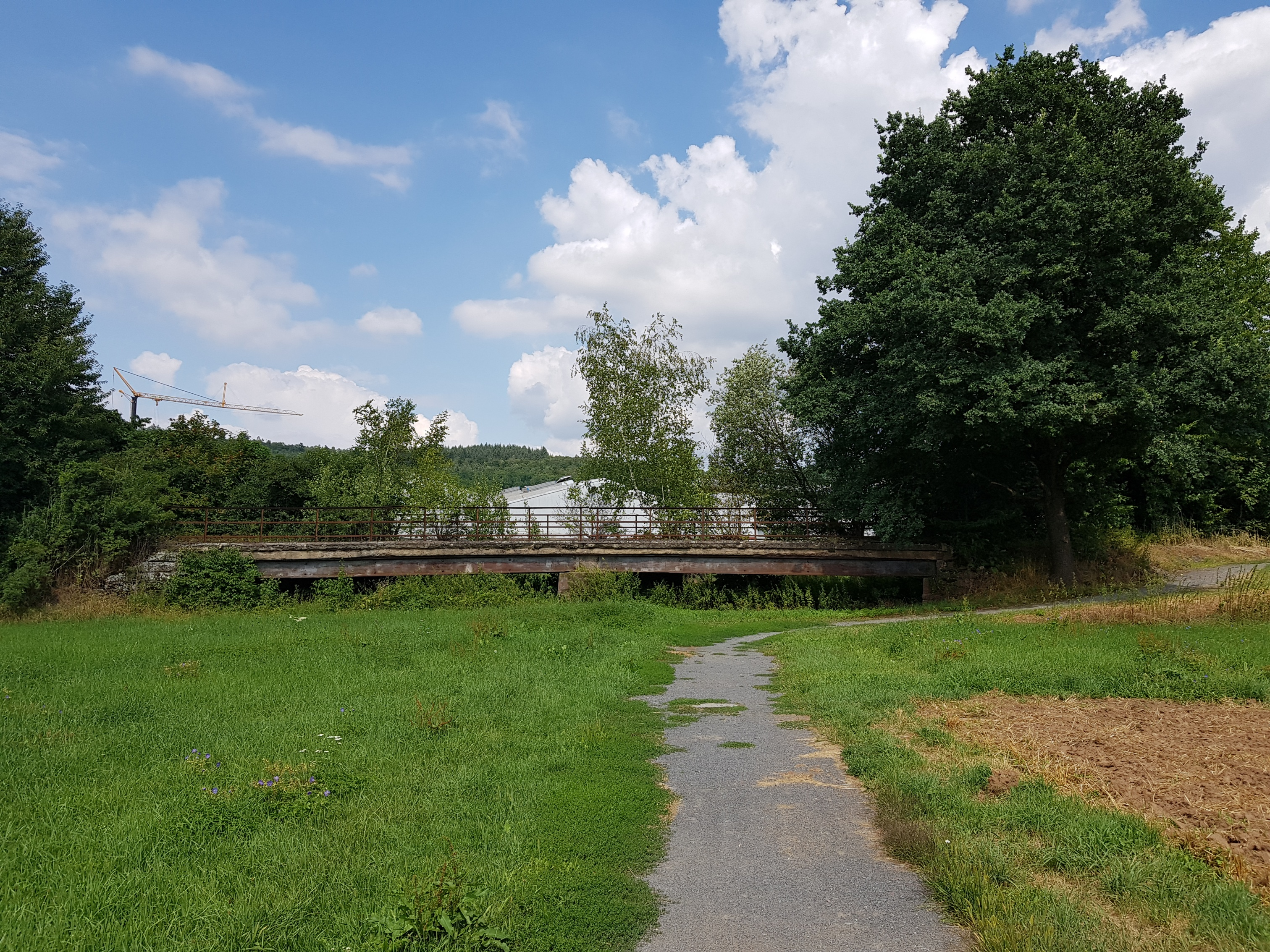
Überreste der Strecke zwischen Neustadt und Sandbach 2019

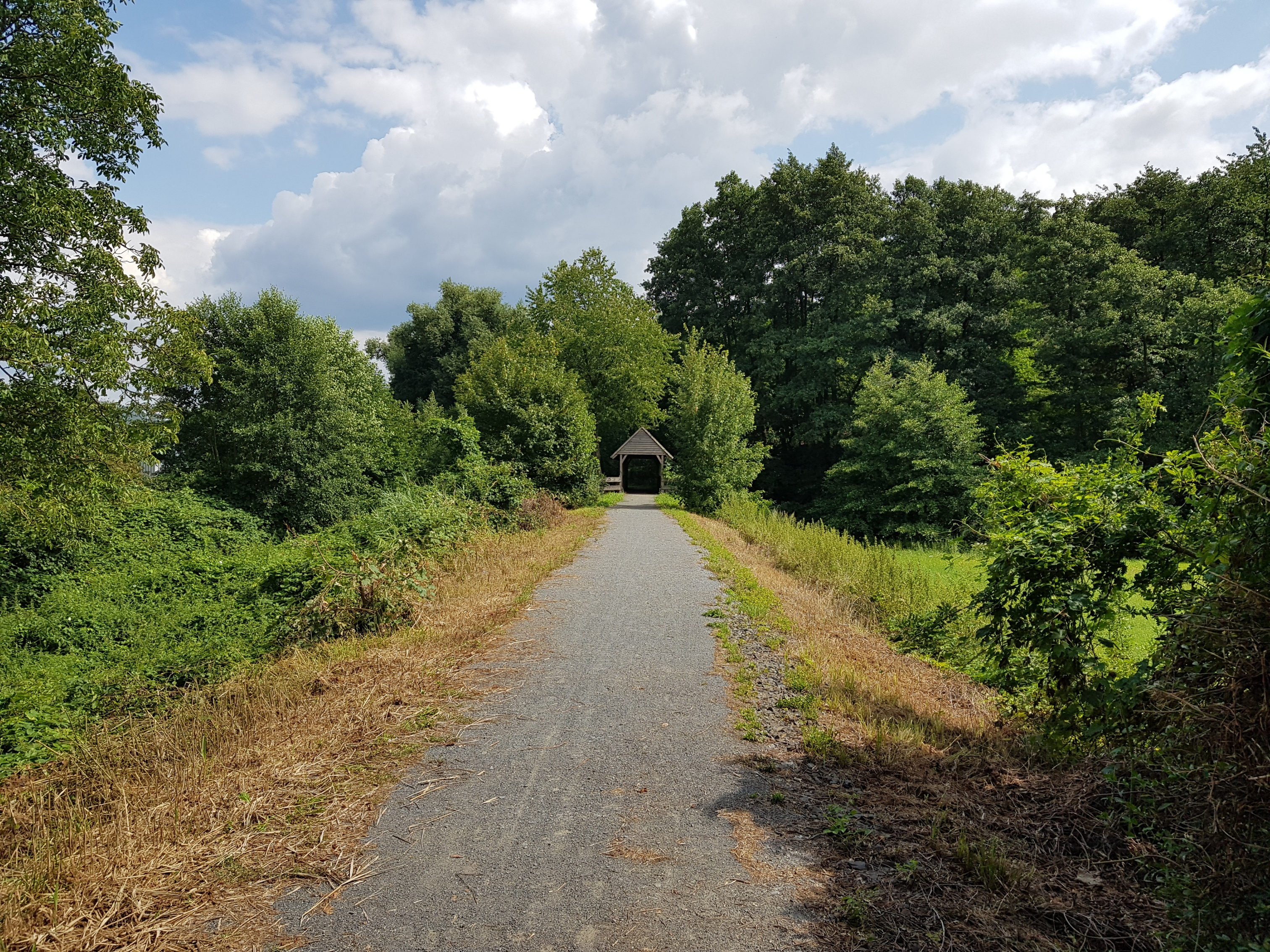
Fahrradweg auf dem Bahndamm zwischen Neustadt und Sandbach 2019

1973 genehmigte der Bundesminister für Verkehr im Rahmen der Einsparungsmaßnahmen der Deutschen Bundesbahn die Stilllegung der Bachgaubahn. Am 25. Mai 1974 verkehrten zum letzten Mal Personenzüge und der Gesamtverkehr zwischen Großostheim und Neustadt wurde eingestellt. In den darauf folgenden Wochen und Monaten wurden die Gleise auf dem Abschnitt zwischen Großostheim und Neustadt abgebaut und der fünf Kilometer lange Streckenteil zwischen Neustadt und Höchst der Bundesbahndirektion Frankfurt unterstellt. Der Güterverkehr zwischen Neustadt und Sandbach wurde am 1. Januar 1995, zwischen Sandbach und Höchst am 31. Dezember 1998 eingestellt; Stilllegung und Streckenrückbau erfolgten im Jahr 1999.
Der Güterverkehr zwischen Aschaffenburg-Nilkheim und Großostheim wurde am 28. September 1991 eingestellt, der verbliebene Streckenabschnitt mit dem Anschluss an den Aschaffenburger Hafen wurde betrieblich in ein Bahnhofsgleis umgewandelt. Am 11. Januar 2012 genehmigte das Eisenbahn-Bundesamt die Stilllegung der Bahnstrecke Aschaffenburg Süd – Aschaffenburg-Nilkheim zum 1. Februar 2012. Allerdings wird vermerkt, dass die Strecke „als Serviceeinrichtung durch Bayernhafen GmbH & Co. KG“ weiterbetrieben wird. Im Juni 2012 übernahm die Bayernhafen-Gruppe die Teilstrecke von der DB, sodass der Bahnanschluss des Hafens weiterhin gesichert ist. Seit etwa zwei Jahren kann die Trasse der Bachgaubahn im Abschnitt zwischen dem nördlichen Ende des Bahnhofs Aschaffenburg Süd und dem schienengleichen Bahnübergang am Bischberg von Zügen nach Miltenberg (Bahnstrecke Aschaffenburg–Miltenberg) mit genutzt werden, weil hierfür in Höhe der früheren Weberei Däfler und in Höhe der Feuerwache je eine Weiche eingebaut wurde. In den Jahren 2012 bis 2014 wurde die Bogenbrücke aus Sandstein über die St 2309 ersetzt durch je eine Überführung über die ausgebaute St 2309 und eine über deren neu errichteten Fuß- und Radweg.
Die Feldwegüberführung über der Bachgaubahn bei Wenigumstadt wurde verfüllt. Der Feldweg verläuft heute auf einem Damm.

## Heutiger Zustand der Trasse
Die Bachgaubahn beginnt im Bahnhof Aschaffenburg Süd an der Weiche 702 in Kilometer 2,38 der Bahnstrecke Aschaffenburg–Miltenberg und verläuft bis kurz hinter der Umspannanlage Schweinheim parallel zur eingleisigen Maintalbahn. Hier trennt sie sich von dieser in einem 90-Grad-Bogen, in dem sich in Kilometer 2,70 das Einfahrsignal und die Betriebsführungsgrenze befinden. Die weitere Strecke befindet sich im Eigentum der Bayernhafen GmbH & Co. KG und verläuft über Eisenbahnbrücken über den Main sowie die Staatsstraße 3115. Wegen zu geringer Höhe ist auf der Staatsstraße 2309 die Durchfahrt unter letzterer Eisenbahnbrücke für Fahrzeuge über 3,60 Meter Gesamthöhe gesperrt. Zum Schutz gegen den Anprall von Fahrzeugen wurden stählerne Rahmen vor die Brücke gesetzt und eine automatische Höhenkontrolle installiert. Dennoch bleiben dort mehrmals im Jahr Fahrzeuge hängen. Wegen der geringen Durchfahrtsbreite wurde ein straßenbegleitender Fuß- und Radweg angelegt und auf der Nordseite der Eisenbahnbrücke ein neuer schienengleicher Bahnübergang mit Umlaufsperren geschaffen.
In Kilometer 3,666 – vor dem Bahnhof/Anschlussstelle Nilkheim – zweigt die Strecke nach Aschaffenburg Hafen ab. Nach Querung eines unbeschrankten Bahnüberganges erreicht sie das ehemalige hölzerne Empfangsgebäude des Bahnhofs Aschaffenburg-Nilkheim, das heute von einem Angelverein genutzt wird und unter dessen Laderampe sich ein denkmalgeschützter ehemaliger Schartenstand der Wetterau-Main-Tauber-Stellung befindet. Sie durchquert den Landschaftspark Schönbusch und endet nach zwei weiteren Bahnübergängen mit Umlaufsperren und einem unbeschrankten Bahnübergang in Kilometer 5,500 am Privatgleisanschluss der damaligen Transpetrol (Schippnerstraße 5, eine Umladestation für Flüssiggas).
Der ehemalige schienengleiche Bahnübergang auf Großostheimer Gemarkung über die Kreisstraße AB16 besteht nicht mehr. Ein noch erhaltener Teil des Bahndammes verläuft als Grünanlage von der Kreisstraße AB 16 unter der 2016/17 verbreiterten und verstärkten Brücke der Bundesstraße 469 hindurch bis zur St 3115. Von hier bis zum Bahnhof Großostheim, von dem an der Babenhäuser Straße noch ein Teil der Güterhalle steht, ist die Bahntrasse weitgehend von den Gebäuden des Gewerbegebietes Stockstädter Weg bebaut. Die Eisenbahnbrücke über den Welzbach bei km 9,0 ist mit Schotterbett und Gleis in die Freiflächengestaltung des Großostheimer Rathauses einbezogen.
Ansonsten ist der Trassenverlauf in den Ortslagen von Großostheim und Pflaumheim kaum noch nachvollziehbar. Die ehemalige Eisenbahnbrücke über die Mömlinger Straße in Pflaumheim (Kreisstraße AB 1) wurde abgebrochen.
Im Außenbereich zwischen Pflaumheim und Mömlingen ist die ehemalige Bahntrasse wegen des noch vorhandenen Schotters gut begehbar und seit 1997 als Geschützter Landschaftsbestandteil naturschutzrechtlich gesichert.
Die aus einem großen und zwei kleinen Sandsteinbögen gefügte Eisenbahnüberführung über den Wenigumstädter Rahsicholgraben bei km 12,7 (sog. Lohrmannsbrücke) besteht noch (siehe die Abbildung, auf der jedoch leider nur der mittlere Brückenbogen erkennbar ist). Talseits der Brücke stecken noch Profilstähle im Schotterbett und weisen mit dem Walzzeichen MI auf die Maximilianshütte Rosenberg hin.
Die Feldwegüberführung (sogenannte Hohe Brücke) bei km 13,4 in der Gemarkung Wenigumstadt wurde verfüllt und ist heute ein Straßendamm. Eine Betonröhre mit ca. 2 m Durchmesser ermöglicht den Durchgang auf Höhe des Bahndamms.
In der Ortslage Mömlingen verlaufen auf Teilen der alten Bahntrasse die Großostheimer Straße (Kreisstraße MIL 32), sowie daran anschließend ein Fuß- und Radweg.
Zwischen Hainstadt und Neustadt sind der ehemalige Bahndamm und eine Brücke erkennbar.
Auf dem ehemaligen Bahnhofsgelände in Neustadt wurden Wohnhäuser und ein Supermarkt errichtet.
Im weiteren Verlauf liegen teilweise bis Sandbach noch die alten Gleise. Teilweise führt auf dem ehemaligen Bahndamm zwischen Neustadt und Sandbach ein Fahrradweg, der über eine ehemalige Bahnbrücke auch die Mümling überquert.
Auf dem ehemaligen Bahnhofsgelände in Sandbach wurde inzwischen eine Werkhalle der Firma Pirelli errichtet. Auf der früheren Bahntrasse verläuft heute eine Verbindungsstraße zwischen den beiden Reifenwerken. Das Bahnhofsgebäude in Sandbach wird privat genutzt.
Zu Beginn des Frühjahres 2008 wurden schließlich auch die Gleise zwischen Sandbach und Höchst komplett entfernt und die alten Bahnübergänge mit Beton aufgefüllt.
Der markanteste Kunstbau der Strecke, das den Ort Höchst überspannende Viadukt, existiert noch und dominiert das Ortsbild bis heute. Der ehemalige Lokschuppen im Bahnhof Höchst ist heute ein Wohnhaus.
Die ehemals bahneigenen Flächen der Bahnstrecke sind nach und nach teilweise von der Bahn veräußert worden. Ob, wann und in welchen Abschnitten die Bahnstrecke förmlich entwidmet oder umgewidmet wurde, ist unklar.

## Zukunft
Aufgrund der insbesondere im Berufsverkehr stark angespannten Verkehrslage zwischen Aschaffenburg und Großostheim, die zu Fahrtzeiten von bis zu 40 Minuten in der Hauptverkehrszeit führt, gibt es seit 2008 in Großostheim und Aschaffenburg Bestrebungen, die Bachgaubahn bis Großostheim zu reaktivieren. Hierzu wurde 2011 eine Initiative ins Leben gerufen, die überparteilich Unterstützung findet. Um die Nachfrage auszuloten sowie die Möglichkeiten einer besseren Verkehrsanbindung nach Aschaffenburg zu untersuchen, wurde im Auftrag des Marktes Großostheim und der Stadtwerke Aschaffenburg eine Machbarkeitsstudie erstellt, deren Ergebnis vorliegt und kritisch hinterfragt wird. Ein von Vertretern des „Bündnisses Bachgau-Bahn“ vorgelegtes vorläufiges Betriebskonzept sieht Direktzüge über Aschaffenburg in das Rhein-Main-Gebiet vor, wobei Züge aus Großostheim am Bahnhof Aschaffenburg Süd mit Zügen der Maintalbahn aus Richtung Miltenberg vereinigt würden (siehe auch: Flügelung). Anschließend sollen die Züge gemeinsam möglichst bis zum Frankfurter Hauptbahnhof verkehren.
Im Juli 2013 wurden Überlegungen der bayernhafen GmbH & Co. KG bekannt, den Bayernhafen Aschaffenburg über ihr Schienennetz nach Westen an die elektrifizierte Rhein-Main-Bahn anzuschließen. Hintergrund war die hohe Auslastung der bestehenden, nicht elektrifizierten Hafenanbindung an die Hauptstrecken über die ebenfalls nicht elektrifizierte Maintalbahn und die bevorstehende Verbreiterung der Brücke der Bundesstraße 469 über der ehemaligen Trasse der Bachgaubahn. Für die neue Westanbindung müsste eine circa fünf Kilometer lange, elektrifizierte Strecke, die aus dem Hafen kommend auf der Trasse der ehemaligen Bachgaubahn, unter der B 469 hindurch am verlängerten Flugplatz Großostheim-Ringheim vorbei und schließlich parallel zur B 469, die Bundesstraße 26 kreuzend, durch den Stockstädter Hübnerwald zur Rhein-Main-Bahn geführt werden. In den vom Bundestag 2016 beschlossenen Bundesverkehrswegeplan 2030 sind diese Überlegungen allerdings nicht eingebracht worden.
Mit dem Bau einer solchen Westanbindung verbinden Politiker gute Chancen, von der Brücke der B 469 bis zum Ortsrand von Großostheim eine Stichstrecke von nur etwa einem Kilometer Länge zu bauen. Mit der Aufnahme der Westanbindung des Hafens an die Rhein-Main-Bahn in den nächsten Bundesverkehrswegeplan für die Zeit nach 2030 müssten künftig deren Kosten vom Bund übernommen werden. Damit müssten höchstens die Kosten der kurzen Stichstrecke vom Markt Großostheim übernommen werden, was jedoch „dann nicht das Problem“ mehr sei. Im August 2013 sprach sich auch der damalige bayerische Ministerpräsident Horst Seehofer in einer Wahlkampfveranstaltung in Großostheim für diese für den Freistaat Bayern kostengünstige Variante aus. Mitte April 2014 gründete sich die Bürgerinitiative Pro Stockstadt. Eines ihrer Ziele ist die Verhinderung einer Westanbindung des Hafens durch den Stockstädter Hübnerwald.
Am 29. November 2017 hat das 2011 gegründete „Bündnis Bachgaubahn“ unter dem neuen Namen „Bachgaubahn-Jetzt“ in Aschaffenburg eine Informationsveranstaltung durchgeführt, in der auch auf die Möglichkeit hingewiesen wurde, die Bachgaubahn über Schaafheim nach Babenhausen durch den hessischen Teil des Bachgaus in den Rodgau zu führen und in der, um die Kreisstraße AB 16 höhengleich kreuzen zu können, der Bau einer Straßenbahn statt einer Eisenbahn vorgeschlagen wurde.
Im Januar 2018 hat die bayerische Staatsregierung eine „Bayerische Elektromobilitäts-Strategie Schiene zur Reduzierung des Dieselverkehrs im Bahnnetz in Bayern“ beschlossen. Teile dieser Strategie sind die Elektrifizierung der Strecke Aschaffenburg – Miltenberg und der Hafenbahn, über deren Gleisanbindung die Bachgaubahn verlief.